# Caporal
El caporal es una persona que tiene a su cargo el ganado empleado en la labranza. En América Latina, el término se refiere en particular a los capataces de una estancia de ganado.El caporal fue un reconocido personaje de la etapa virreinal en el Virreinato del Perú  y el Virreinato de Nueva España. Llamado así a los jefes de escuadra para el trabajo de los andinos naturales y negros traídos de África.
Asimismo, el término es usado para la vida militar de Italia, Francia y Portugal, donde un caporal es un jefe de cuadrilla de cabos. La palabra caporal procede del italiano caporale.
Este personaje ha quedado plasmado en centenares  de actividades tanto de Europa e Hispanoamérica, recreando la literatura, arte y diversidad de expresiones como la danza y el baile.